# دکادنس

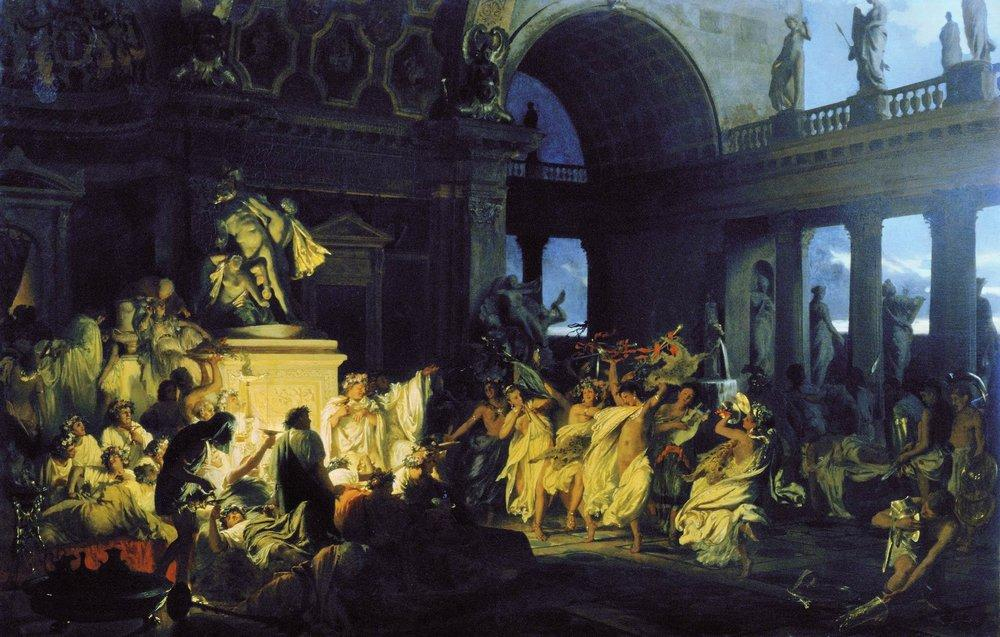
مجلس عیاشی در امپراطوری روم, اثر هنریک شیمراتسکی

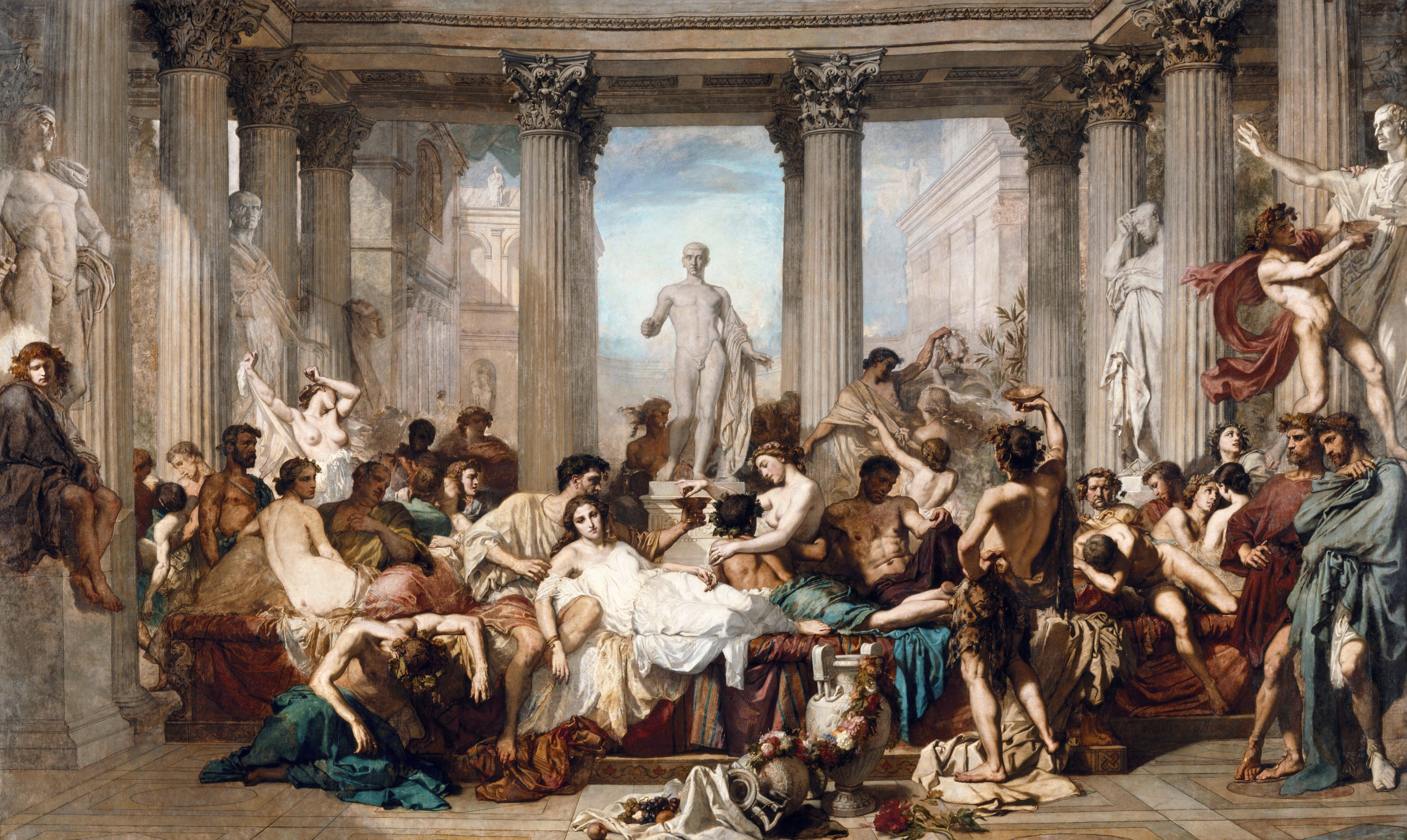
رومیان در دوران دکادنس, اثر توماس کوتور

دکادنس (به انگلیسی: Decadence) در لغت ابتدا به معنای زوال در حالتی انتزاعی بود، حالا بیشتر در معنای اضمحلالی آگاهانه در هنجارها، اخلاقیات، وقار، ایمان مذهبی، شرافت، انضباط و یا شایستگی در حکمرانی و میان نخبگان یا قسمت عظیمی از ساختار اجتماعی مانند یک امپراتوری یا دولت ملت است. همچنین این مفهوم به زوال در هنر، ادبیات، علم، فناوری و اخلاق کاری و یا در حدی کمتر به‌معنای رفتار بولهوسانه اشاره دارد که اصل شکل‌گیری جنبش دکادنس بوده‌است.
استفاده از این عبارت گاه دلالت بر انتقاد اخلاقی دارد و یا قبول این ایده که در دوران باستان در سراسر جهان مشاهده شده است و به طور اجتناب ناپذیری پیش درآمد اضمحلال جامعه مورد نظر است و به همین علت تاریخ نگاران مدرن از آن با احتیاط استفاده می کنند. این عبارت برگرفته از لاتین قرون وسطی است و از قرن شانزدهم در زبان فرانسه ظاهر و اندکی پس از آن وارد زبان انگلیسی گردید و تا اواخر قرن نوزدهم در بردارنده معنایی خنثی از زوال، اضمحلال و یا سقوط بود در این هنگام تاثیر نظریات جدید در مورد انحطاط اجتماعی معنای مدرنی به خود گرفت.
در ادبیات جنبش دکادنس -نویسندگان فرجام قرن و اواخر قرن نوزدهم که با سمبولیسم و زیبایی‌پرستی در ارتباط بودند- اولین بار توسط منتقدین مخالفشان به این عنوان ملقب شدند اما سپس این عبارت به طور پیروزمندانه ایی توسط خود نویسندگان مورد استفاده قرار گرفت. دکادنسها تصنع را در برابر طبیعت و فرهیختگی را در برابر سادگی مورد ستایش قرار می دادند و با سرپیچی از گفتمانهای معاصر انحطاط، به استقبال از موضوعات و سبکهایی می رفتند که منتقدان بیمارگونه و یا بیش از حد پالوده می پنداشتند. برخی از این نویسندگان تحت تاثیر سنت داستان گوتیک و اشعار و داستانهای ادگار آلن پو بودند.